# Raghunath Rao

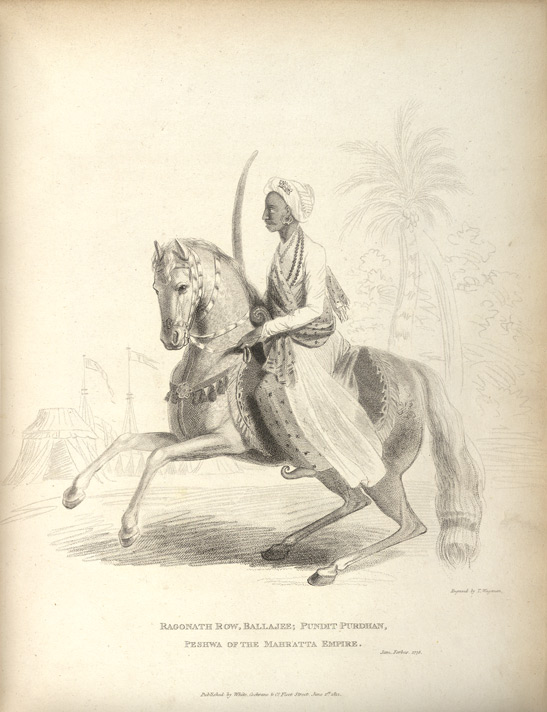
Peshwa Raghunath Rao, lithografie door de Britse koloniaal beambte en tekenaar James Forbes. Forbes zag de peshwa tijdens een ontmoeting met de nawab van Cambay in Gujarat.

Shrimant Raghunath Rao Ballal (Mahuli, 18 augustus 1734 - 11 december 1783) was peshwa van het Maratharijk tussen 1773 en 1774. Als generaal was hij verantwoordelijk voor de verovering van grote delen van het noorden van India. Hij wist door de moord op zijn neef Narayan Rao in 1773 peshwa te worden, maar toen een jaar later bekend werd dat hij achter de moord zat werd hij door de minister Nana Phadnavis afgezet. Hij zocht daarop de hulp van de Britten, wat de aanleiding vormde voor de eerste oorlog tussen de Maratha's en de Britten (1775 - 1782), maar won zijn positie niet terug. De Britse bemoeienis leidde op de lange termijn tot het einde van het Maratharijk.

## Levensloop

### Jeugd en regentschap
Raghunath Rao was de tweede zoon van peshwa Baji Rao I en diens vrouw Kashibai. Baji Rao I overleed in 1740 en werd opgevolgd door Raghunath Rao's oudere broer Balaji Baji Rao. Raghunath Rao was al op jonge leeftijd militair aanvoerder. Tussen 1753 en 1755 leidde hij een campagne tegen de Jats van Suraj Mal. Door de geslonken macht van de Mogolkeizers waren allerlei lokale krijgsheren en potentaten in het noorden van India zich zelfstandig gaan gedragen, en de Maratha's wisten hier handig gebruik van te maken door het gebied stukje bij beetje te annexeren door de lokale heersers tegen elkaar uit te spelen. Aan dit spel kwam echter een einde toen de Afghaanse strijdheer Ahmed Shah Durrani verschillende belangrijke facties wist te verenigen. Om de bedreiging te keren zond Balaji Baji Rao een enorm leger naar het noorden. Het kwam tot een treffen in de Derde Slag bij Panipat, waar de Maratha's verpletterend verslagen werden en de peshwa's oudste zoon sneuvelde.
De nederlaag bij Panipat vaagde de macht van de Maratha's over het noorden van India in een klap weg. De peshwa overleed in juni 1761 en zijn 16-jarige tweede zoon Madhav Rao werd tot opvolger benoemd, met Raghunath Rao als regent. De tegenstanders van de Maratha's stonden klaar om gebruik te maken van hun zwakte. De nizam van Haiderabad viel in november 1761 het gebied van de Maratha's binnen met een 60.000 man sterk leger. Raghunath Rao en Madhav Rao omsingelden de nizam echter toen hij tot dicht bij Poona was opgerukt. In de onderhandelingen die volgden sloot Raghunath Rao op eigen houtje een verdrag met de nizam. Het eigenhandig optreden van de regent beviel Madhav Rao niet en het kwam tot een hoogoplopende ruzie. Raghunath Rao verliet daarop woedend het legerkamp en verklaarde zelf peshwa te zijn. Door de bemiddeling van de oude generaal Malhar Rao Holkar werden oom en neef alsnog verzoend. Raghunath Rao erkende zijn neef als peshwa en werd benoemd tot opperste militaire bevelhebber.
In 1768 kwam Raghunath Rao opnieuw in opstand tegen zijn neef. Ditmaal kwam Madhav Rao als overwinnaar uit de strijd en Raghunath Rao werd in het paleis in Poona onder huisarrest geplaatst. In 1772 werd Madhav Rao  ernstig ziek door tuberculose. De peshwa probeerde zich met zijn oom te verzoenen en hem te bewegen zich niet tegen Narayan Rao te keren, zijn jongere broer en gedoodverfde opvolger. Raghunath Rao had hier echter geen oren naar en deed zelfs een mislukte poging tot een staatsgreep, met als gevolg dat hij opnieuw gevangen werd gezet. Madhav Rao overleed in november 1772 aan tuberculose en een maand later werd de 16-jarige Narayan Rao door de radja van Satara tot peshwa benoemd. Raghunath Rao werd opnieuw regent.

### Peshwa
De jonge peshwa miste het gevoel voor diplomatie dat zijn broer had. Narayan Rao wist verschillende facties aan het hof in Poona van zich te vervreemden. Hij plaatste Raghunath Rao opnieuw onder huisarrest omdat hij hem verdacht van omkooppraktijken. Ondertussen beraamden de hovelingen een staatsgreep tegen de peshwa, waarna Raghunath Rao de nieuwe peshwa zou worden. Raghunath Rao was zeer waarschijnlijk betrokken in het complot, maar het is niet zeker of hij op de hoogte was van het plan Narayan Rao te vermoorden. Op 30 augustus 1773 bezetten soldaten het paleis van de peshwa. Narayan Rao vluchtte naar de vertrekken van zijn oom en smeekte hem te beschermen, maar werd voor de ogen van Raghunath Rao neergesabeld.
Raghunath Rao werd op 30 augustus 1773 geïnstalleerd als peshwa. Nadat hij zijn positie als peshwa bevestigd had, kon hij zich aan de verdediging van het rijk wijden. Een probleem was een strijd om de opvolging van radja Raghoji Bhonsale van Nagpur, in naam een vazal van de peshwa, die in het voorgaande jaar was overleden. De nizam van Haiderabad had zich in het conflict gemengd in de hoop munt uit de situatie te slaan. In oktober 1774 verliet Raghunath Rao Poona. Er volgde een succesvolle veldtocht tegen Haiderabad, die eindigde met een belegering van de nizam in Bidar. Raghunath Rao besloot daar een verdrag met de nizam te sluiten, wellicht omdat hij voelde dat zijn positie als peshwa onzeker was. Hij marcheerde zijn leger daarna naar het zuiden, zogenaamd om de sultan van Mysore, Haider Ali, aan te vallen.
Een groep hovelingen met Nana Phadnavis en Sakharam Bapu als leiders zette ondertussen een complot tegen de peshwa op. Beide mannen verlieten het legerkamp van Raghunath Rao en keerden terug naar Poona. Daar brachten ze eerst de hoogzwangere weduwe van Narayan Rao in veiligheid. In hun staatsgreep tegen Raghunath Rao beriepen ze zich op een onderzoek naar de moord op Narayan Rao door de rechter Ram Shastri, die Raghunath Rao als belangrijkste schuldige aanwees. De coupplegers werden gesteund door de nizam van Haiderabad en Janoji Bhonsale, de nieuwe radja van Nagpur.
Zodra hij hoorde van het complot tegen hem, sloot Raghunath Rao een gehaast verdrag met Haider Ali en rukte op naar Satara. De radja van Satara was de chhatrapati Rajaram II, de nominale keizer van de Maratha's die de peshwa benoemen en afzetten kon. Het was echter al te laat: de samenzweerders hadden al bericht naar de chhatrapati verzonden en op 17 februari 1774 verklaarde deze dat Raghunath Rao wegens zijn betrokkenheid bij de moord op Narayan Rao uit zijn ambt ontzet werd. Hoewel Raghunath Rao enkele veldslagen won, raakten zijn middelen snel uitgeput.
Op 18 april werd Narayan Rao's zoontje Madhav Rao II geboren. De samenzweerders lieten de zuigeling tot peshwa benoemen, wat een belangrijke symbolische tegenslag was voor Raghunath Rao. De rest van het jaar volgden onderhandelingen tussen beide partijen, waarbij Raghunath Rao een aantal forten en een jaarlijks stipendium toegezegd werden als hij zou afzien van zijn aanspraak op de peshwatitel. Raghunath Rao vertrouwde echter niet dat de samenzweerders hun beloften na zouden komen en vluchtte naar Burhanpur.

### Banningschap en pensioen
Vanuit Burhanpur opende de wanhopige Raghunath Rao onderhandelingen met de bestuurders van de Britse handelskolonie in Bombay. De Bombay Council zag hierin een uitgelezen kans in ruil voor steun aan de afgezette peshwa de wens van de British East India Company te vervullen om meer macht over de Maratha's te krijgen. In maart 1775 vluchtte Raghunath Rao naar Surat, dat in Britse handen was, waar het tot een vergelijk kwam met de Bombay Council. De Company zou Raghunath troepen verlenen in ruil voor de eilanden Salsette en Bassein en gebied in Gujarat. Het verdrag vormde de aanleiding tot de eerste oorlog tussen de Maratha's en de Britten (1775 - 1782). Een Brits leger dat het Maratharijk binnenviel werd in mei 1775 verslagen.
De Britse regenten in Calcutta sloten liever vrede met de nieuwe regering in Poona, in tegenstelling tot hun ondergeschikten in Bombay. De gouverneur-generaal van Brits-Indië, Warren Hastings, opende onderhandelingen met de Maratha's. Deze zegden de Britten Salsette toe als ze Raghunath Rao uitleverden. Beide partijen kwamen het verdrag echter niet na en Raghunath Rao bleef bij de Britten te gast in Surat. Vanuit Surat zond hij brieven en gezanten naar de Britse koning George III en het bestuur van de Company in Londen, met het verzoek de beslissing van Hastings ongedaan te maken. In Londen vonden de gezanten een gewillig oor bij conservatieve politici als Edmund Burke, een politieke tegenstander van Hastings en voorstander van de kolonisatie van India. Van de bestuurders van de Company kreeg de missie echter weinig gedaan.
Rond 1778 raakten de Britse bestuurders in Calcutta alsnog overtuigd dat inmenging in het Maratharijk nodig was, met name omdat de Fransen afgezanten naar het hof in Poona gestuurd hadden en probeerden de peshwa tot een anti-Brits bondgenootschap met Mysore te bewegen. De strategie van Hastings was erop gericht Bhonsale, Scindia en de nizam van Haiderabad uit het bondgenootschap met de Maratha's los te weken, en hierin slaagde hij. Britse invallen in het Maratharijk zelf waren echter niet succesvol. Op 17 mei 1782 kwam de oorlog ten einde met het verdrag van Salbai. De Britten gaven hun veroveringen behalve Salsette op, en erkenden Madhav Rao II als peshwa. Raghunath Rao werd uitgeleverd aan de Maratha's, onder voorwaarde dat hem toegestaan werd zich met een aangenaam pensioen terug te trekken. Hij overleed een jaar later. 
Een zoon van Raghunath Rao, Baji Rao II, zou in 1795 peshwa worden.